# Opătești, Vâlcea
Opătești este un sat în comuna Golești din județul Vâlcea, Muntenia, România.

## Vezi și
- Biserica de lemn din Opătești

 Acest articol despre o localitate din județul Vâlcea este deocamdată un ciot. Puteți ajuta Wikipedia prin completarea lui.